# Rim Tim Tagi Dim
"Rim Tim Tagi Dim" is een nummer van de Kroatische muzikant Marko Purišić, beter bekend als Baby Lasagna. Purišić beschreef het zelf als een humoristisch lied over de economische emigratie van jonge Kroaten. Het nummer is de derde single op Baby Lasagna's debuutalbum als soloartiest, Demons and Mosquitoes, en werd op 12 januari 2024 uitgebracht door de Virgin Music Group. Het nummer was de inzending van Kroatië op het Eurovisie Songfestival 2024, nadat Purišić de nationale selectie Dora 2024 met een ruime marge won. Bij de gokkantoren steeg het nummer op 29 februari naar de eerste plaats van grootste kanshebbers op de Eurovisie-overwinning.
Op 7 mei kwalificeerde Purišić zich met het nummer vanuit de eerste halve finale, waarin hij eerste werd qua punten, voor de finale op zaterdag 11 mei. Daarin kreeg hij de meeste publieksstemmen en eindigde hij op de tweede plek. Niet eerder eindigde een Kroatische inzending zo hoog.

## Commerciële prestaties
Na zijn triomf op Dora bereikte het nummer een nieuwe piek van nummer één in de Kroatische hitlijsten.